# Lüdke
Lüdke ist ein deutscher Familienname bzw. (veralteter) Vorname.

## Bedeutung und Varianten

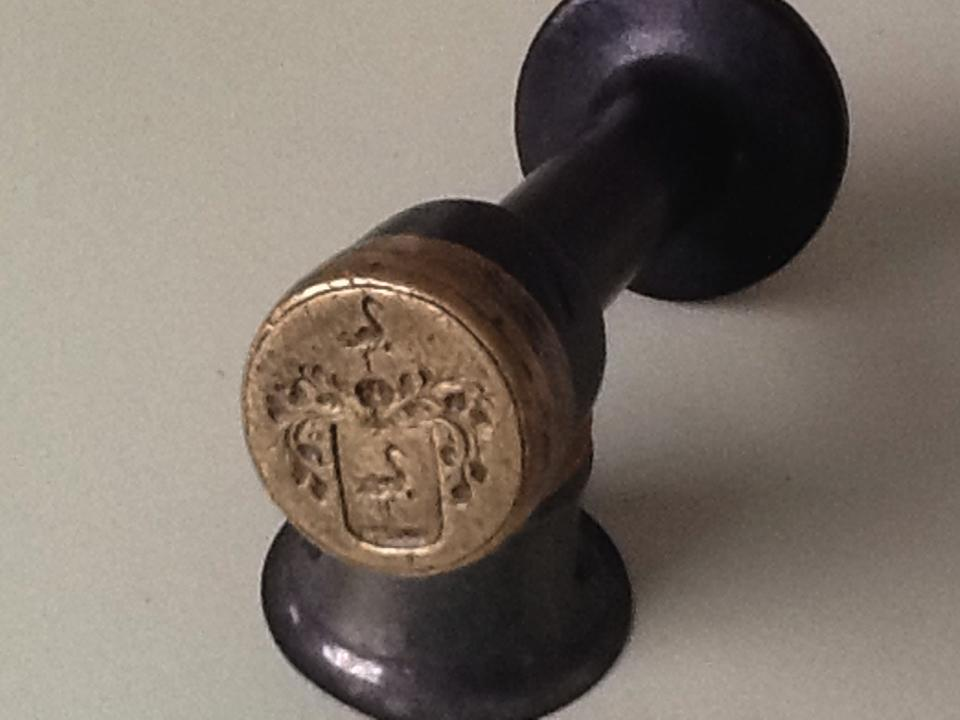
Petschaft der Familie Lüdke mit dem Kranich als Wappentier (ca. 1730)

Lüdke geht auf einen männlichen Personennamen zurück, nämlich eine mit k-Suffix gebildete Koseform von Ludolf oder Ludwig.
Schreibvarianten sind Lütke, Lüdtke, Luedtke, Luidtke, Lütcke, Lüdtge, Lütge und Lüttge, Formvarianten Lüdecke, Luedecke und Lüddecke, eine ursprünglich genitivische Variante ist Lütkens, und Ludecus ist eine Latinisierung des Namens.
In dem Epos von Reineke Fuchs heißt der Kranich „Lütke, der Kranich“.

## Familien
- Familie Luidtke / Lüdke / Lütke

## Namensträger
Vorname
- Lütke Namens
- Joachim Lütke von Bassewitz
- Lutke von Dassel
- Lütke Bassewitz
- Lütke Moltke (jeweils in Union der Landstände)

Familienname
- Albin Lüdke (1907–1974), Widerstandskämpfer gegen den Nationalsozialismus
- Andrea Lüdke (* 1963), deutsche Schauspielerin
- Bruno Lüdke (1908–1944), angeblicher deutscher Serienmörder
- Dietmar Lüdke (* 1943), deutscher Kunsthistoriker
- Erich Lüdke (1882–1946), deutscher Offizier, General der Infanterie
- Frank Lüdke (* 1965), deutscher Theologe und Professor für Kirchengeschichte an der Evangelischen Hochschule Tabor
- Friedrich Germanus Lüdke (1730–1792), deutscher evangelischer Theologe
- Germanus Lüdke (1683–1735), deutscher ev. Theologe, Erzdiakon im Dom zu Stendal
- Günter Lüdke (1930–2011), deutscher Schauspieler und Synchronsprecher
- Gustav Germanus Lüdke (1808–1894), deutscher Landwirt, königlich preußischer Amtsrat, Generalpächter der Staatsdomäne Amt Alt-Landsberg und Rittergutsbesitzer
- Hermann Lüdke (1876–1951), deutscher Internist. Hochschullehrer und Dichter, Chefarzt in Schweinfurt
- Hermann Lüdke (1911–1968), deutscher Flottillenadmiral
- Johannes Lüdke (1910–1963), deutscher Filmeditor und Dokumentarfilm-Regisseur
- Karl Friedrich Wilhelm Lüdke (1782–1834), preußischer Oberamtmann und Domänenpächter in Brunn, Waldow und Altlandsberg
- Klaus-Peter Lüdke (* 1968), Autor und Pfarrer der Evangelischen Landeskirche in Württemberg
- Kristina Lüdke (* 1967), deutsche Fernsehmoderatorin
- Martin Lüdke (* 1943), deutscher Literaturwissenschaftler und Literaturkritiker
- Matthäus Ludecus (latinisiert aus Lüdke, auch Luidtke oder Lüdecke; 1517–1606), Domdechant am Havelberger Dom
- Tamara Lüdke (* 1991), deutsche Politikerin (SPD), MdA